# Реймерсвал
Реймерсвал (нидерл. Reimerswaal) — община в провинции Зеландия (Нидерланды). Административный центр — Крёйнинген. По данным на 1 апреля 2011 года население общины составляло 21.665 человек.

## История
Община была создана в 1970 году путём слияния общин Краббендейке, Крёйнинген, Рилланд-Бат, Варде и Иерсеке. В качестве названия общины было взято название города, который когда-то находился немного севернее, но был разрушен наводнениями (последние жители покинули Реймерсвал в 1632 году).

## Состав
В состав общины Реймерсвал входят следующие населённые пункты (в скобках — численность населения на 1 января 2011 года):
- Иерсеке (6663)
- Краббендейке (4468)
- Крёйнинген (4037)
- Рилланд (3035)
- Хансверт (1659)
- Варде (1258)
- Остдейк (493)
- Волккердорп (23)